# Neadeloides
Neadeloides is een geslacht van vlinders van de familie grasmotten (Crambidae), uit de onderfamilie Spilomelinae.

## Soorten
- N. cinerealis Moore, 1867
- N. glaucoptera Hampson, 1896